# 奧黛麗·芒內

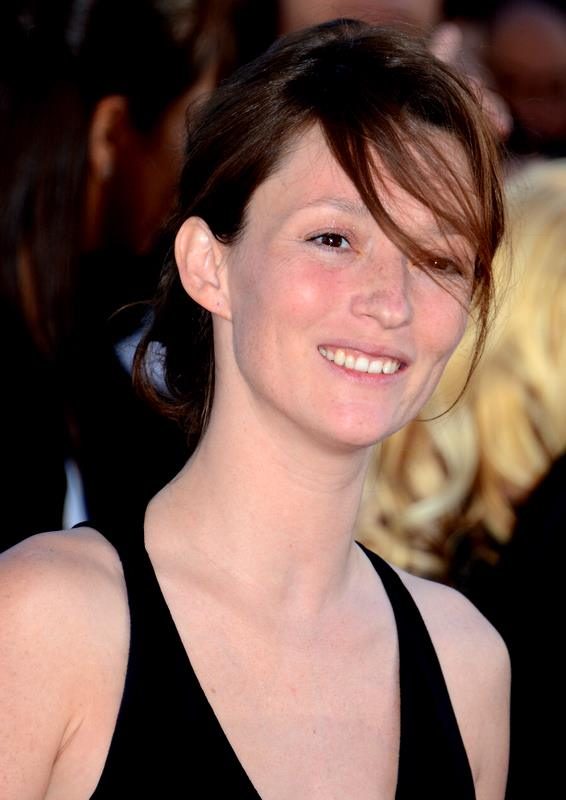
奧黛麗·芒內

奧黛麗·芒內（法語：Audrey Marnay；1980年10月14日—；法國沙特尔）是一名女模特兒也是一名女演員。

## 背景
奧黛麗·芒內自15歲起開始她的模特兒工作，並且在一些時尚雜誌與廣告中現身，例如Vogue、Elle、Versace甚至是Calvin Klein。她為一些知名攝影師擔任模特兒，例如史帝芬·米賽，艾爾芬·潘，赫伯·萊茲，讓－巴帝斯特·芒帝諾，保羅·羅弗茲以及彼得·林德伯格。她在2006年3月首次登臺飾演電影《Bunker Paradise》的賴蒂蒂雅（法語：Laëtitia）一角。
奧黛麗·芒內已經與演員／編劇家維吉爾·巴拉姆利（法語：Virgile Bramly）訂婚。她有兩個兒子艾麥爾（法語：Amaël，生於2000年）以及艾汀恩（法語：Aidyn，生於2003年），皆是與任職活動導演的前夫亞歷山大（法語：Alexander de Betak）所生的。

## 影片作品
- How does it make you feel by Antoine Bardou-Jacquet for Air (2001)
- Nuages by Michel Gondry for Air France (2002)
- Bunker Paradise by Stefan Liberski Laeticia
- Mon Meilleur Ami by Patrice Leconte (2006)
- Tony Zoreil by Valentin Potier (2007)
- "Paris" by Cedric Klapish (Marjolaine 2008)

## 外部連結
- 奧黛麗·芒內在互联网电影资料库（IMDb）上的資料（英文）
- 奧黛麗·芒內於模特兒目錄（Fashion Model Directory）的相關資料
- bunkerparadise.com